# Uargla (província)

Uargla

Uargla (Ouargla) é uma província da Argélia com 558.558  habitantes (Censo 2008). Foi a antiga província dos Oásis Saarianos.